# سورنسنز (کالیفرنیا)
سورنسنز (به انگلیسی: Sorensens) یک منطقهٔ مسکونی در ایالات متحده آمریکا است که در شهرستان آلپاین، کالیفرنیا واقع شده‌است. سورنسنز ۲٬۱۰۹ متر بالاتر از سطح دریا واقع شده‌است.